# Concha Jerez
Concha Jerez (Las Palmas de Gran Canaria, 1941) es una artista multidisciplinar española pionera en el arte conceptual. Uno de los ejes centrales de su trabajo es el análisis crítico de los medios de comunicación.

## Carrera artística
Cursó la carrera de piano en el Real Conservatorio Superior de Música de Madrid y en el curso 1958-1959 logró una beca en Arlington (EE. UU.) donde empezó a interesarse por los aspectos políticos y sociales que le llevaron a estudiar Ciencias Políticas en la Universidad Complutense de Madrid.
En 1970 decidió dedicarse a las artes visuales y realizó su primera exposición en 1973.
Todavía bajo la dictadura del general Franco. El papel de los medios de comunicación, la censura, la autocensura han estado presentes en su trayectoria artística. En 1976 presentó su primera gran instalación Autocensura, restringida todavía al papel impreso y en 1983 presentó la instalación Retorno al comienzo en el Museo Vostell Malpartida. Posteriormente abrió las puertas al uso de todo tipo de nuevas posibilidades tecnológicas, video, instalaciones interactivas, fotografías, trabajos para la Red, instalaciones puramente sonoras...

El tema de la autocensura que comencé en el año setenta y cuatro durante el Franquismo no desapareció cuando se desencadenaron los mecanismos de la democracia porque vi que se mantenía no solo a nivel público o sociológico, sino también a nivel privado. La autocensura pública lamentablemente con los años ha ido “in crescendo” añadiéndose a ella, entre otras, la laboral. Sigo utilizando estos escritos para poner delante de los ojos del espectador que existe una autocensura.
Concha Jerez. Revista Mito. 2015

Desde entonces ha centrado su trabajo en el terreno de la performance y en el desarrollo del concepto de Instalación, como obra in situ, en espacios de gran envergadura, muchos de ellos combinan los recursos expresivos de diferentes media.
Comenzó la videocreación a principios de los 80. En su primera videoinstalación dialogaba con la escalera, trabajando con el tiempo real, el tiempo virtual y el tiempo mental. Se presentó en el Primer Festival de Video Internacional de Madrid realizado en el Círculo de Bellas Artes en 1984. También en los ochenta fue invitada a realizar una instalación en el Primer Festival de Arte de los Media en Osnabrück (Alemania), presentado una obra sobre la ciudad en lo que era la Sala de La Paz en el Ayuntamiento.
La actividad compositiva de Concha Jerez se encuentra desde finales de la década de 1980 ligada a la radio y ha realizado obras de arte radiofónico para diversas emisoras europeas.
Desde 1989 trabaja en numerosos proyectos con el compositor y artista multidisciplinar José Iges con quien en 2015 presentó Media Mutaciones en La Tabacalera de Madrid con un recorrido de los proyectos conjuntos de los dos artistas con la obra conectada con el legado de los años setenta y las prácticas visuales y sonoras actuales.
Entre julio de 2014 y enero de 2015, el Museo de Arte Contemporáneo de Castilla y León (Musac) expuso Interferencias en los medios,
En 2015 ganó el Premio Nacional de Artes Plásticas "por su dimensión pionera en el uso de tecnologías, por ser representativa de una generación de artistas que ha marcado el tránsito de la era analógica a la cultura digital, con sus investigaciones, creaciones e innovaciones" y su labor en la creación conceptual.
Jerez ha sido además docente de 1991 a 2011 en la Facultad de Bellas Artes de Salamanca.
El feminismo y una postura genéricamente de izquierdas están muy presentes en su trabajo, pero también fuera de él.

Desde luego en mi actitud no tengo más remedio que ser feminista cuando ves como está la condición de la mujer, con el gran número de asesinadas por violencia de género, la desigualdad de salarios y la dificultad de acceder a puestos de responsabilidad política, públicos y privados. Hay que luchar contra ese tipo de situaciones y educar desde abajo, desde la propia escuela, valorando la buena forma de hacer de mujeres muy capaces en el terreno económico, político y social.
Concha Jerez. Revista Mito. 2015

Jerez ha sido organizadora, co-organizadora o militante de base de diversas asociaciones de mujeres y artistas, entre ellas la asociación Mujeres en las Artes Visuales (MAV), la cual le otorgó un premio en el 2012 en su tercera edición como un reconocimiento a su trayectoria.
En 2018 participó en la exposición colectiva organizada por el CentroCentro, del Ayuntamiento de Madrid, La NO comunidad, con la obra Soliloquios cotidianos, La muestra presentada a modo de ensayo sobre la soledad en el momento actual.
En 2018 con motivo del 40 aniversario de la Constitución española su obra instalación Textos autocensurados.Versión 1,1976 fue seleccionada entre las obras procedentes del Museo Centro de Arte Reina Sofía para la exposición El poder del arte, ubicándose por primera vez en las sedes del Congreso de Diputados y del Senado.
Entre el 28 de julio de 2020 y el 11 de enero de 2021, Jerez realizó la exposición en el Museo Centro de Arte Reina Sofía Que nos roban la memoria. La exposición utiliza cuatro espacios singulares del edificio Sabatini del museo como representación del tránsito de la memoria que la artista desea plasmar. Es esta la primera vez que la pinacoteca utiliza cuatro localizaciones simultáneas en un mismo artista .

## Premios y reconocimientos[15]
- 2011: Medalla de Oro al Mérito en las Bellas Artes.
- 2012: Premio Mujeres en las Artes Visuales (MAV)
- 2015: Premio Nacional de Artes Plásticas.
- 2017: Premio Velázquez de Artes Plásticas
- 2018: Medalla de Oro de Canarias.[16]
- 2024: Premio ENATE-ARCOmadrid, por su obra 'ENTRE Escritos Autocensurados' de 2020.